# Argo-Insel
Die Argo-Insel (arabisch جزيرة أرقو) ist eine sudanesische Insel im Nil. Die Insel liegt südlich des dritten Kataraktes und knapp 40 Kilometer nördlich der Stadt Donqula. Bekanntheit erlangte die Insel durch das Dorf Tabo im südlichen Teil der Insel und den dortigen Tempel. Der Sandsteintempel war dem ägyptischen Wind- und Fruchtbarkeitsgott Amun gewidmet und stellt eine der wichtigsten archäologischen Fundstätten des Sudans dar.